# Mikawa-Ōshima

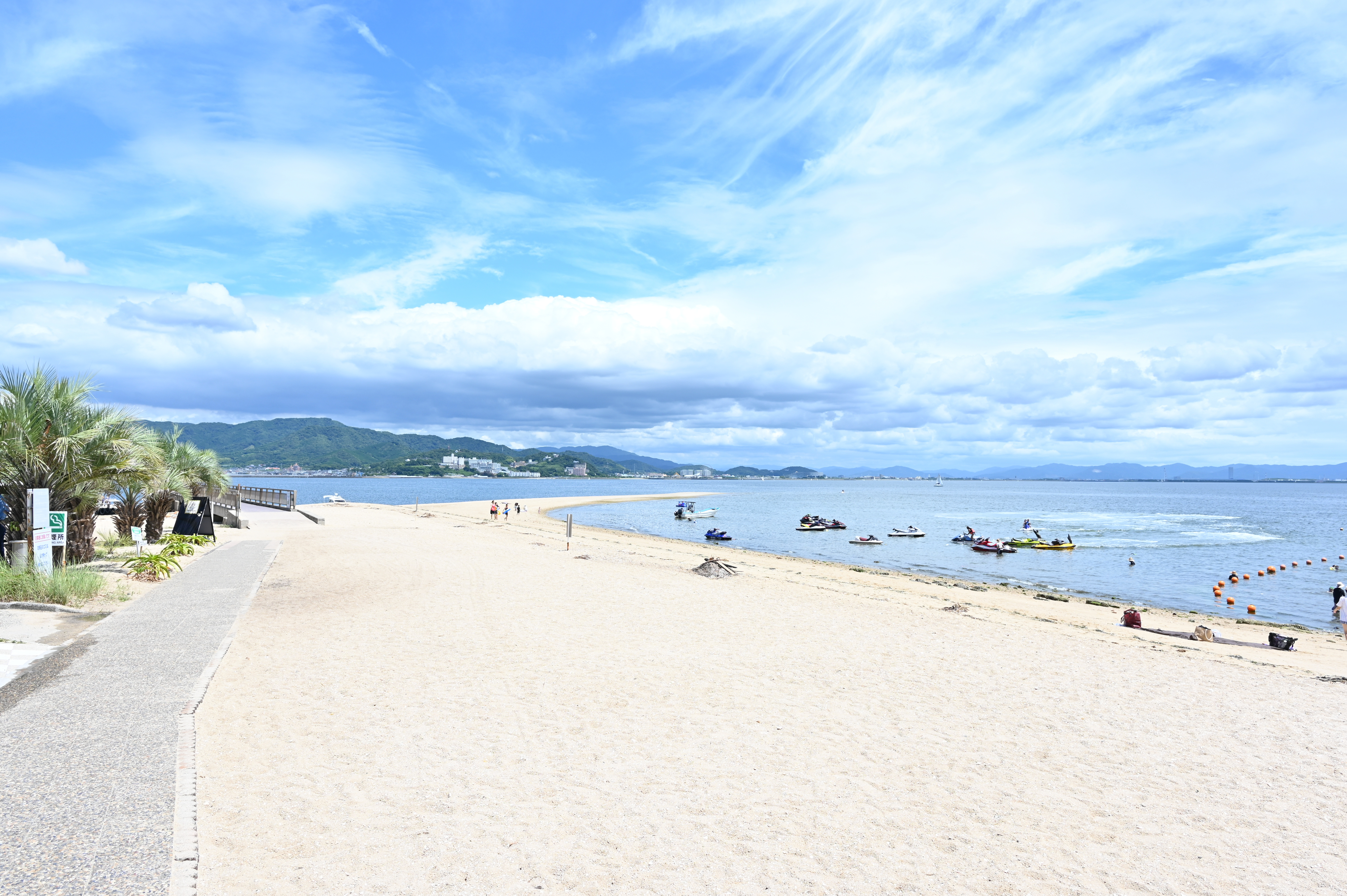
Mikawa-Ōshima

Mikawa-Ōshima (jap. 三河大島, dt. „große Mikawa-Insel“) ist eine japanische Insel in der Mikawa-Bucht. Sie bildet den Ortsteil Miyachō-Ōshima der Gemeinde Gamagōri in der Präfektur Aichi, nach der 1954 zusammen mit der Insel eingemeindeten Kleinstadt (-chō) Miya.
Die Insel ist unbewohnt, aber touristisch bebaut, da sie trotz ihrer Lage 3 km vor der Küste wegen ihres Palmenstrandes ein beliebter Badeort ist, der alljährlich zwischen dem 1. Juli und 31. August geöffnet ist. Daneben existiert auf der Insel der shintoistische Ōshima-Schrein (大島神社, Ōshima-jinja).
Südlich vor der Küste liegen die Eilande Kojima (小島, dt. „kleine Insel“; 34° 47′ 2″ N, 137° 14′ 12,5″ O) und Hotokejima (仏島, dt. „Buddhainsel“; 34° 46′ 48″ N, 137° 13′ 56″ O). Kojima bildet zudem den Ortsteil Miyachō-Kojima.